# Amedeo Amodio
Amedeo Amodio (Milano, 21 gennaio 1940) è un ex ballerino, coreografo e direttore artistico italiano.

## Biografia
Iniziò, in giovane età, lo studio della danza presso la scuola del Teatro alla Scala di Milano. Dopo il diploma entrò a far parte del corpo di ballo del teatro milanese dove scalò in breve tempo le posizioni. Appena ventiduenne lasciò la Scala per dedicarsi alla danza moderna. Venne scritturato dal coreografo Hermes Pan, già coreografo nei film di Fred Astaire, che lo inserì nella trasmissione televisiva Studio Uno. In contemporanea entrò nel corpo di ballo del Teatro dell'Opera di Roma. Negli anni tornò diverse volte al Teatro alla Scala per danzare con Carla Fracci. Interprete di tutto il repertorio del balletto classico e moderno. 
Ha collaborato anche con la regista Liliana Cavani creando le coreografie, insieme a Robert Pomper, di due intermezzi di danza molto intensi nei film Il portiere di notte e Al di là del bene e del male. Ne Il portiere di notte recita anche una piccola parte.
Nel 1979 fu uno dei fondatori e primo Direttore Artistico dell'Aterballetto del quale rimase alla guida per 17 anni realizzando numerose coreografie originali e di autori moderni e contemporanei.
Conclusasi nel 1996 questa esperienza, passa l'anno successivo alla direzione del corpo di ballo dell'Opera di Roma, incarico affidatogli per un triennio.
Dal 2003 è direttore del corpo di ballo del Teatro Massimo di Palermo.